# Concamarise
Concamarise ist eine nordostitalienische Gemeinde (comune) mit 1070 Einwohnern (Stand 31. Dezember 2023) in der Provinz Verona in Venetien. Die Gemeinde liegt etwa 28 Kilometer südsüdöstlich von Verona.

## Geschichte
1114 wird die Gemeinde erstmals urkundlich als Conchamaris erwähnt. Zur eigenständigen Gemeinde wird sie 1225.